# Lovecs megye
Lovecs megye (bolgárul: Област Ловеч, oblaszty lovecs) Bulgária egyik megyéje, az ország északi részének közepén, az északnyugati körzetben helyezkedik el. Nevét székhelyéről, Lovecs városáról kapta. 2009 decemberében népessége 151 153 fő volt.

## Földrajz

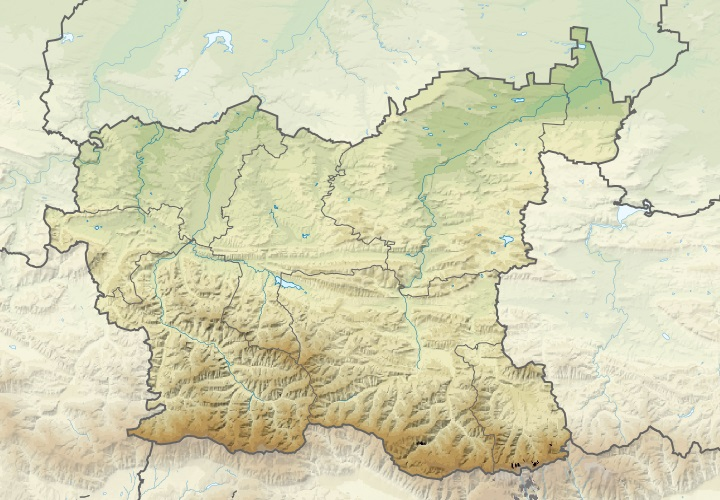
A megye domborzata

## Közigazgatása
A megye nyolc kistérségből (община, obstina) és 128 önkormányzatból áll, melyek közül nyolc város.
1. ↑  https://www.nsi.bg/bg/content/2975/%D0%BD%D0%B0%D1%81%D0%B5%D0%BB%D0%B5%D0%BD%D0%B8%D0%B5-%D0%BF%D0%BE-%D0%BE%D0%B1%D0%BB%D0%B0%D1%81%D1%82%D0%B8-%D0%BE%D0%B1%D1%89%D0%B8%D0%BD%D0%B8-%D0%BC%D0%B5%D1%81%D1%82%D0%BE%D0%B6%D0%B8%D0%B2%D0%B5%D0%B5%D0%BD%D0%B5-%D0%B8-%D0%BF%D0%BE%D0%BB